# Crithagra
Crithagra és un gènere d'ocells de la família dels fringíl·lids (Fringillidae ). Tradicionalment les espècies d'aquest gènere han estat incloses a Serinus, i en menor mesura a Alario i Pseudochloroptila, però investigacions genètiques recents han portat a separar aquests ocells en els gèneres Serinus i Crithagra.

## Taxonomia
Segons la classificació del Congrés Ornitològic Internacional (versió 11.1, 2021) aquest gènere conté 37 espècies:
- Crithagra rufobrunnea - gafarró de Príncipe.
- Crithagra concolor - durbec de São Tomé.
- Crithagra citrinelloides - gafarró d'Abissínia.
- Crithagra frontalis - gafarró cellagroc.
- Crithagra hyposticta - gafarró de l'Àfrica oriental.
- Crithagra capistrata - gafarró caranegre.
- Crithagra koliensis - gafarró dels papirs.
- Crithagra scotops - gafarró forestal.
- Crithagra leucopygia - gafarró de carpó blanc.
- Crithagra atrogularis - gafarró gorjanegre.
- Crithagra xanthopygia - gafarró de carpó groc.
- Crithagra reichenowi - gafarró de Reichenow.
- Crithagra rothschildi - gafarró d'Aràbia.
- Crithagra flavigula - gafarró gorjagroc.
- Crithagra xantholaema - gafarró de Salvadori.
- Crithagra citrinipectus - gafarró pitgroc.
- Crithagra mozambica - gafarró frontgroc.
- Crithagra dorsostriata - gafarró ventreblanc.
- Crithagra ankoberensis - gafarró d'Ankober.
- Crithagra menachensis - gafarró del Iemen.
- Crithagra totta - lluer del Cap.
- Crithagra symonsi - gafarró del Drakensberg.
- Crithagra donaldsoni - gafarró becgròs septentrional.
- Crithagra buchanani - gafarró becgròs meridional.
- Crithagra flaviventris - gafarró citrí.
- Crithagra sulphurata - gafarró sulfuri.
- Crithagra reichardi - gafarró de Reichard.
- Crithagra gularis - gafarró gris.
- Crithagra canicapilla - gafarró canós.
- Crithagra mennelli - gafarró galtanegre.
- Crithagra tristriata - gafarró cellablanc.
- Crithagra albogularis - gafarró gorjablanc.
- Crithagra burtoni - gafarró de Burton.
- Crithagra striolata - gafarró estriat.
- Crithagra whytii.
- Crithagra melanochroa - gafarró dels Kipengere.
- Crithagra leucoptera - gafarró de les protees.